# Issue-eigenaarschap
Issue-eigenaarschap (Engels: issue ownership) is het politicologische concept dat een politieke partij eigenaar is van een onderwerp als zij door de kiezer gezien wordt als de meest competente partij om een bepaalde kwestie te behandelen. Volgens het concept doet een partij het beter als issues waar zij eigenaar van is een grote rol spelen in de verkiezingscampagne.
Het concept werd geïntroduceerd in 1983 in het boek "Explaining and predicting elections". Het werd later uitgewerkt en bekender gemaakt door het artikel "Issue Ownership in Presidential Elections, with a 1980 Case Study" van John Petrocik uit 1996.

## Definitie en oorzaken
Binnen de politicologie bestaat geen consensus over een exacte definitie van issue-eigenaarschap. Politicoloog Rune Stubager definieert het begrip als "de perceptie in het hoofd van een kiezer dat een specifieke partij op de lange termijn het best in staat is om een bepaalde kwestie aan te pakken, dat wil zeggen om daarbij gewenste resultaten te boeken".
Sommige oudere definities, waaronder die van Petrocik, zijn breder en omvatten ook een kortetermijnperceptie van de resultaten die door de regerende partij(en) zijn geboekt. Als deze tegenvallen, kan de competentie van die partij in de ogen van kiezers achteruitgaan. Voor een oppositiepartij kan dit een kortdurend issue-eigenaarschap opleveren. Linkse partijen zijn bijvoorbeeld doorgaans eigenaar van het onderwerp werkloosheid, maar raken dit eigenaarschap kwijt als de werkloosheid is gestegen tijdens hun regering.

## Voorbeelden per land

### Nederland
- CDA: Normen en waarden[4]
- PVV: Immigratie[5]
- GroenLinks: Milieu/Klimaat[5]
- VVD: Ondernemerschap[5]

### Verenigde Staten
- Republikeinse Partij: Misdaad, defensie, normen en waarden, buitenlandbeleid[2]
- Democratische Partij: Verzorgingsstaat[2]